# Auve (Fluss)
Die Auve [ov] ist ein Fluss in Frankreich, der im Département Marne in der Region Grand Est verläuft. Sie entspringt im Gebiet der gleichnamigen Gemeinde Auve, entwässert generell in nordöstlicher Richtung und mündet nach rund 20 Kilometern im Stadtgebiet von Sainte-Menehould als linker Nebenfluss in die Aisne.

## Orte am Fluss
- Auve
- Saint-Mard-sur-Auve
- Gizaucourt
- Dommartin-Dampierre
- Sainte-Menehould